# Rojalons
Rojalons és un llogaret del municipi de Montblanc, Conca de Barberà, a les muntanyes de Prades. N'hi ha documentats habitants fins al 1945, que depenien de Montblanc.
Es troba aproximadament a 690 m d'altitud, a tocar de la carretera TV-7042 (Montblanc - Rojals)